# Campeonato Mundial de Ginástica Artística de 1922
O VII Campeonato Mundial de Ginástica Artística transcorreu entre os dias 11 e 12 de agosto de 1922, na cidade de Liubliana, na Iugoslávia (atual Eslovênia). 
Este foi o primeiro Campeonato Mundial realizado após o fim da Grande Guerra (1914-1918). Por mais esta edição, apenas os homens continuaram a competir.

## Eventos
- Equipes
- Individual geral
- Barras paralelas
- Barra fixa
- Argolas
- Cavalo com alças

## Medalhistas
Masculinos
| Evento           | Ouro | Prata | Bronze |
| Equipes          | Stanislav Indruch · Miroslav Karásek · Miroslav Klinger · Josef Maly · Frantisek Pechácek · Frantisek Vanecek · Tchecoslováquia · (773,000) | Stane Derganc · Slavko Hlastan · Leon Stuckelj · Peter Sumi · Vladimir Simoncic · Stane Vidmar · Iugoslávia · (764,000)           | Jean Gounot · Louis Marty · Jacques Moser · Robert Morin · Alexandre Pannetier · Marco Torrès · França · (636,000) |
| Individual geral | Petar Sumi · Iugoslávia · Frantisek Pechanek · Tchecoslováquia · (135,250)                                                                  | nenhum | Stane Derganc · Tchecoslováquia · (132,250)                                                                        |
| Barra fixa       | Leon Stuckelj · Petar Sumi · Iugoslávia · Miroslav Klinger · Tchecoslováquia · (20,000)                                                     | nenhum | nenhum |
| Cavalo com alças | Miroslav Klinger · Tchecoslováquia · (19,250)                                                                                               | Leon Stuckelj · Petar Sumi · Iugoslávia · Stanislav Indruch Tchecoslováquia · (19,000)                                            | nenhum |
| Barras paralelas | Leon Stuckelj · Iugoslávia · (20,000) | Stane Derganc · Stane Vidmar · Vladimir Simoncić · Iugoslávia · Miroslav Klinger · Stanislav Indruch · Tchecoslováquia · (19,000) | nenhum |
| Argolas          | Leon Stuckelj · Petar Sumi · Iugoslávia · Joseph Maly · Miroslav Karasek · Tchecoslováquia · (19,750)                                       | nenhum | nenhum |

## Quadro de medalhas
| Ordem | País            |    |   |   |    |
| 1     | Iugoslávia      | 6  | 6 | 1 | 13 |
| 2     | Tchecoslováquia | 6  | 3 | 0 | 9  |
| 3     | França          | 0  | 0 | 1 | 1  |
| TOTAL | TOTAL           | 12 | 9 | 2 | 23 |